# ㅡ
ㅡ là một nguyên âm của tiếng Triều Tiên. Unicode của ㅡ là U+3161. Khi chuyển tự Hangeul sang Romaja nó tương ứng với cặp chữ "EU".